# Europäische Zivilluftfahrt-Konferenz

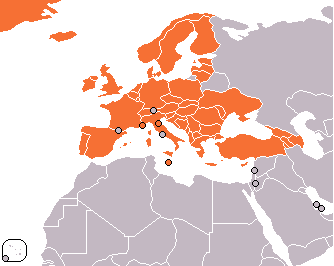
Mitgliedsstaaten der ECAC

Die Europäische Zivilluftfahrt-Konferenz, englisch European Civil Aviation Conference (ECAC), französisch Conférence Européenne de l'Aviation Civile (CEAC) mit Sitz in Neuilly-sur-Seine ist eine unabhängige, regionale Unterorganisation der Internationalen Zivilluftfahrtorganisation (ICAO), mit deren europäischen Regionalbüro sie sich ein Bürogebäude teilt. Während die Referenten der ICAO in Paris sich thematisch um die (technische) Luftverkehrssicherheit bemühen, hält die ECAC Fachleute für Luftsicherheit, Audits und Umweltschutz vor. Die ECAC wurde 1955 mit dem Ziel gegründet, die Luftfahrt in Europa sicherer zu machen und die entsprechende Gesetzgebung der Mitgliedsstaaten zu harmonisieren.
Die ECAC verwendet Englisch und Französisch als Arbeitssprachen.
Neben der Europäischen Kommission und Eurocontrol gehören der ECAC 44 Mitgliedsstaaten an. Die aufgelösten Joint Aviation Authorities waren ebenfalls assoziiertes Mitglied der ECAC. Nach deren Abwicklung verbleibt die Ausbildungsorganisation JAA-TO beigeordnetes ECAC-Mitglied.
Es gibt Bestrebungen, die Kompetenzen der ECAC an die Europäische Agentur für Flugsicherheit (EASA) zu übertragen, die aufgrund europarechtlicher Bestimmungen bislang aber nur für Luftverkehrssicherheit zuständig ist.